# Иссоп меловой
Иссо́п мелово́й (лат. Hyssopus cretaceus) — вид растений рода Иссоп (Hyssopus) семейства Яснотковые (Lamiaceae).
По данным The Plant List на 2013 год, название Hyssopus cretaceus Dubj. является синонимом действительного названия Hyssopus officinalis subsp. montanus (Jord. & Fourr.) Briq..

## Ботаническое описание
Многолетнее травянистое растение высотой 20—60 см. Листья линейно-ланцетной формы, с желёзками. Соцветие рыхлое, длинное. Цветки синего цвета. Плод — орешек.
Произрастает на меловых отложениях (отсюда название).

## Ареал
В России произрастает в Саратовской, Курской, Ростовской, Воронежской, Волгоградской областях. Встречается на востоке Украины.

## Охранный статус
Редкий вид. Занесён в Красные книги России и Украины и ряда субъектов Российской Федерации. Вымирает из-за выпаса скота и хозяйственной деятельности в местах своего произрастания.